# Pietrapertosa
Pietrapertosa ist eine süditalienische Gemeinde (comune) mit 870 Einwohnern (Stand 31. Dezember 2023) in der Provinz Potenza in der Basilikata. Die Gemeinde liegt etwa 25,5 Kilometer ostsüdöstlich von Potenza am Parco naturale di Gallipoli Cognato - Piccole Dolomiti Lucane, gehört zur Comunità Montana Alto Basento und grenzt unmittelbar an die Provinz Matera. Pietrapertosa ist Mitglied der Vereinigung I borghi più belli d’Italia (Die schönsten Orte Italiens).

## Geschichte
Späteren antiken Autoren nach war die Gegend im 8. Jahrhundert v. Chr. durch Pelasger besiedelt.

## Verkehr
Am nördlichen Rand der Gemeinde verläuft die Strada Statale 407 Basentana von Potenza nach Metaponto.